# Kaze no La La La
Kaze no La La La (風のららら) è un singolo della cantante giapponese Mai Kuraki, pubblicato nel 2003 ed estratto dall'album If I Believe.

## Tracce
- CD

1. Kaze no La La La
2. Gonna Keep on Tryin'
3. Kaze no La La La: TV on air version
4. Kaze no La La La: Feel the wind Mix
5. Kaze no La La La: Instrumental